# Collectie zwarte terracotta's
De collectie zwarte terracotta's is een verzameling zwart geëmailleerd aardewerk, geproduceerd in de Belgische stad Namen in de 18e eeuw. De collectie werd aangekocht door het Fonds Pierre François Tilmon en geschonken aan de Koning Boudewijnstichting. De terracotta's werden toevertrouwd aan de Société Archéologique de Namur en worden tentoongesteld in het Musée Groesbeeck de Croix, onderdeel van Les Bateliers Musée Archéologique et des Arts Décoratifs.

## Context
Het zwart aardewerk dat gecombineerd wordt met zwart glanzend email, de rijkelijke decoraties in zilverwerk zijn een unieke combinatie die de hele collectie een unicum maken. De zwarte kleur zou zijn inspiratie halen uit de in de 18e eeuw florerende terracottaproductie afkomstig uit Engeland. Door deze hoogconjunctuur ontstonden nieuwe varianten die door continentale fabrikanten geïmiteerd werden. De collectie bestaat uit: 
- 21 koffiekannen
- 2 theekannen
- 8 melkkannen
- 2 crèmepotten
- 2 suikerpotten